# Postura
La postura, dal punto di vista dell'anatomia umana, è la posizione del corpo nello spazio e la relazione tra i suoi segmenti corporei, può riferirsi allo stare fermi o in movimento, in stazione eretta, da seduti o in posizione distesa. Dal punto di vista psicologico e comunicativo è un elemento che può fornire una quantità significativa di informazioni con la comunicazione non verbale.

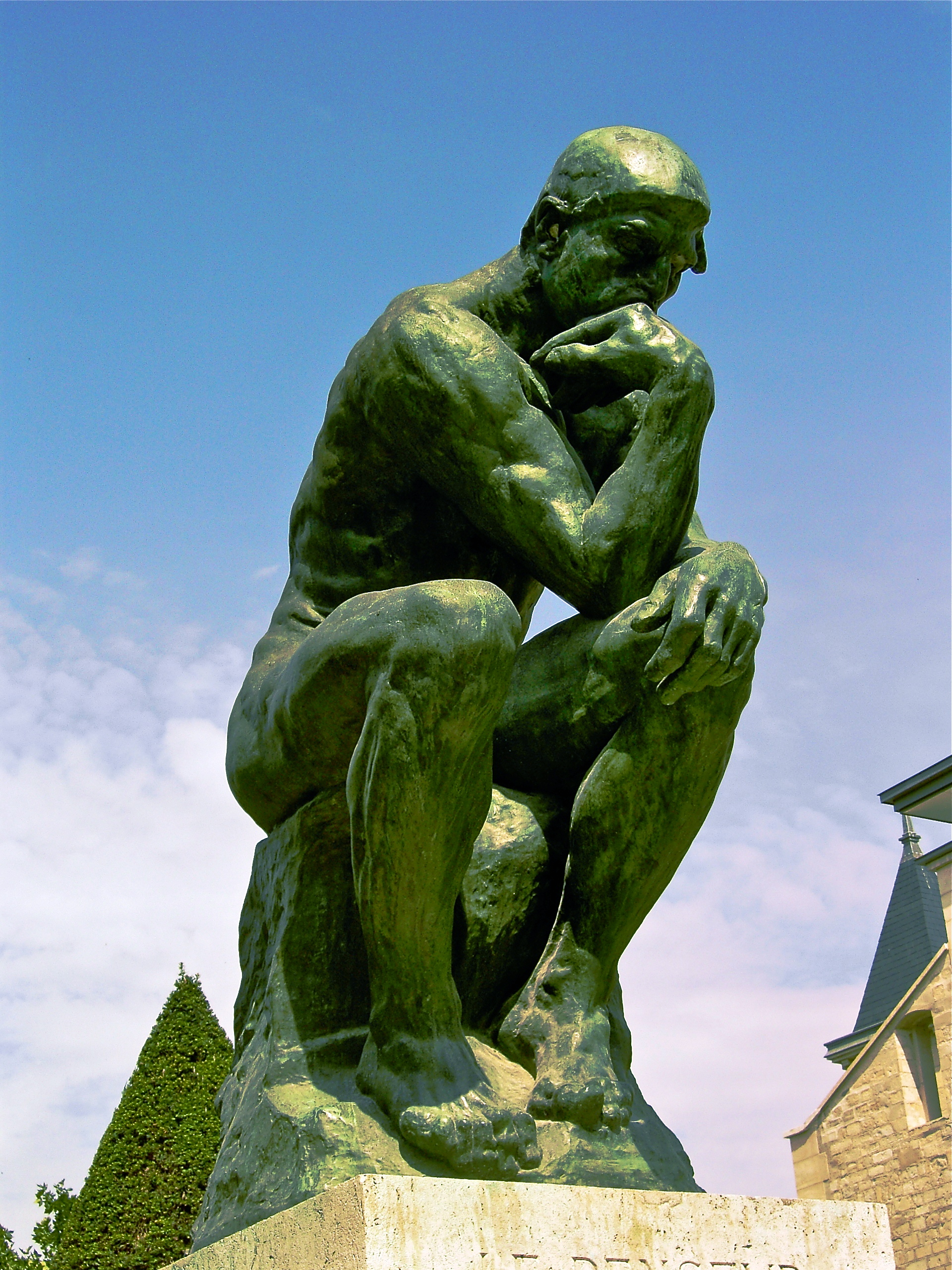
Il pensatore, celebre scultura di Auguste Rodin. Con la sua postura rappresenta un uomo in profonda meditazione

## Descrizione
La corretta postura è la "deformazione coerente della gravità" ed è la posizione più idonea del nostro corpo nello spazio con il minor dispendio energetico durante il movimento, come deambulazione e nuoto, o da fermi. Nel suo raggiungimento intervengono fattori neurofisiologici, biomeccanici, emotivi, psicologici e relazionali. Problemi di postura si possono avere su un terreno piano con un numero ridotto e poco variabile di messaggi di ritorno tramite il nostro piede, oppure con l'uso di scarpe con tacco alto che bloccano le informazioni dal terreno alla pianta del piede. La peggiore combinazione possibile i questo caso specifico si ha con l'uso di scarpe con tacco alto su un terreno piano mentre la migliore si ha con scarpe dal tacco basso o con piedi nudi su un terreno non uniforme, come camminare scalzi sulla battigia o indossare scarpe a tacco basso durante attività di escursionismo. Nei paesi sviluppati dove è comune muoversi su superficie piana la postura ne può risultare compromessa. La soluzione durante l'attività è quindi l'utilizzo di calzature idonee. Nella postura sono importanti alcuni aspetti:
- spazialità, concetto immediatamente successivo a quello di postura, infatti la postura altro non è che il rapporto del corpo nei tre assi dello spazio.
- antigravità
- equilibrio, cioè il miglior rapporto tra il soggetto e l'ambiente circostante. Il corpo, sia in statica che in dinamica, assume un equilibrio ottimale a seconda degli stimoli ambientali che riceve e del programma motorio che adotta.

La postura è frutto delle relazioni tra persona e ambiente in cui vive, comprendendo anche lo stile di vita. Determinanti in tal senso risultano stress, traumi fisici ed emotivi, posizioni professionali scorrette ripetute e mantenute nel tempo, respirazione sbagliata, squilibrii biochimici derivati da una scorretta alimentazione e simili. La postura dell'uomo è in costante e progressiva evoluzione e i fattori elencati incidono a livello muscolare determinando un aumento dello stato di contrazione che si aggiunge al tono basale preesistente e questo stato, se prolungato nel tempo, determina accorciamento muscolare permanente, tecnicamente definito retrazione muscolare, che è reversibile solo attraverso tecniche di fibrolisi del tessuto connettivale che avvolge i muscoli e con applicazioni di stretching dedicato.
Gli effetti di una postura inquinata e quindi della retrazione muscolare si manifestano a livello articolare sotto forma di compressione, rotazione assiale e traslazione, determinando modificazioni della struttura scheletrica come scoliosi, iperlordosi, ipercifosi, valgismo e varismo delle ginocchia che possono evolvere in disordini posturali importanti fino a vere e proprie patologie.
La postura umana viene misurata con vari strumenti ed in vari modi, utilizzando le pedane baropodometriche e stabilometriche, l'analisi dell'andatura, i sistemi di rilevamento fotografico e dispositivi di diagnostica per immagini di vario tipo. Il riequilibrio della postura è al centro dell'attenzione preventiva compensatoria su misura propria dell'ergomotricità.